# Castello della Magione
Das Castello della Magione, auch bekannt unter dem Namen Magione di San Giovanni al Ponte oder Spedale di San Giovanni in Gerusalemme alla Magione ist eine mittelalterliche romanische Burg in Poggibonsi. Sie gehörte ursprünglich den Tempelrittern und wurde 1979 dem damals neugegründeten Orden Militia Templi übereignet, dem sie heute als Hauptsitz dient. Daneben werden im Castello della Magione auch Pilger beherbergt, die auf der Via Francigena nach Rom reisen.

## Lage
Die Burg liegt im Süden von Poggibonsi, nahe der heutigen Schnellstraße durch den Ort und etwa 3 km vom Stadtzentrum entfernt. Im Westen verläuft der Staggia, über den im Mittelalter nahe der Burg eine Brücke führte.

## Geschichte
Die Burg stammt aus dem 11. Jahrhundert und wurde 1140 von Gottifredo und Arnolfino di Cristofano dem Kloster des Hl. Michael am Poggio Marturi geschenkt. Diese übergaben die Burg den Tempelrittern, die sie als Stützpunkt an der Via Francigena nutzten und dort auch Pilger beherbergten. Nach der Auflösung des Templerordens 1312 ging die Anlage in den Besitz der Hospitaliter über. Diese wandelten sie über die Zeit zu einem Landgut um und nutzten dieses bis 1752. In der Folge wurde es an verschiedene Besitzer entlehnt, unter anderem die Familie Corsini. Im Zuge des Niedergangs des Malteserordens, die mit der Vertreibung aus Malta 1798 begann, wurde die Burg 1817 profaniert und ging ins Eigentum der Corsinis über. Diese verpachteten die Burg ab 1866 weiter. In der Folge wurde der Komplex auf den Bauernhof reduziert und fiel dem Verfall anheim. Erst in der Mitte des 20. Jahrhunderts gab es erste Bestrebungen, das Castello della Magione zu erhalten und zu restaurieren. 1979 wurde die Anlage von Marcello Alberto Cristofani, dem Gründer des Militia Templi, mit Privatmitteln erworben und umfassend renoviert.

## Architektur und Anlage
Die Burganlage ist heute nur noch in Teilen erhalten. Die verbliebenen Gebäude – die Kapelle, die Wohngebäude und das heutige Amtshaus des Großmeisters – sind im romanischen Stil gehalten.
Die Kapelle San Giovanni in Jerusalem blieb seit der Errichtung der Burg erhalten, mit Ausnahme des Glockenturms, der heute fehlt. Bei den Renovierungsarbeiten traten auch burgundische und zisterziensische Einflüsse auf die Architektur zu Tage. Nach dem Abschluss der Renovierungsarbeiten wurde sie 1982 von Erzbischof Mario Jsmaele Castellano geweiht und wird seitdem wieder für Gottesdienste genutzt.

## Bilder

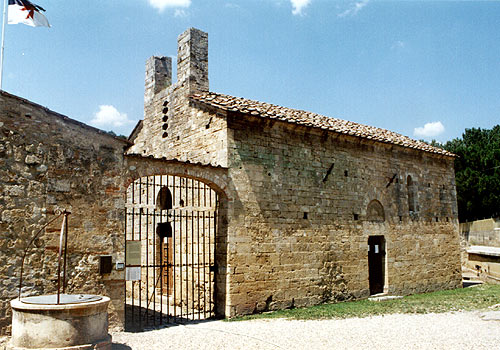
Die Kapelle San Giovanni in Jerusalem
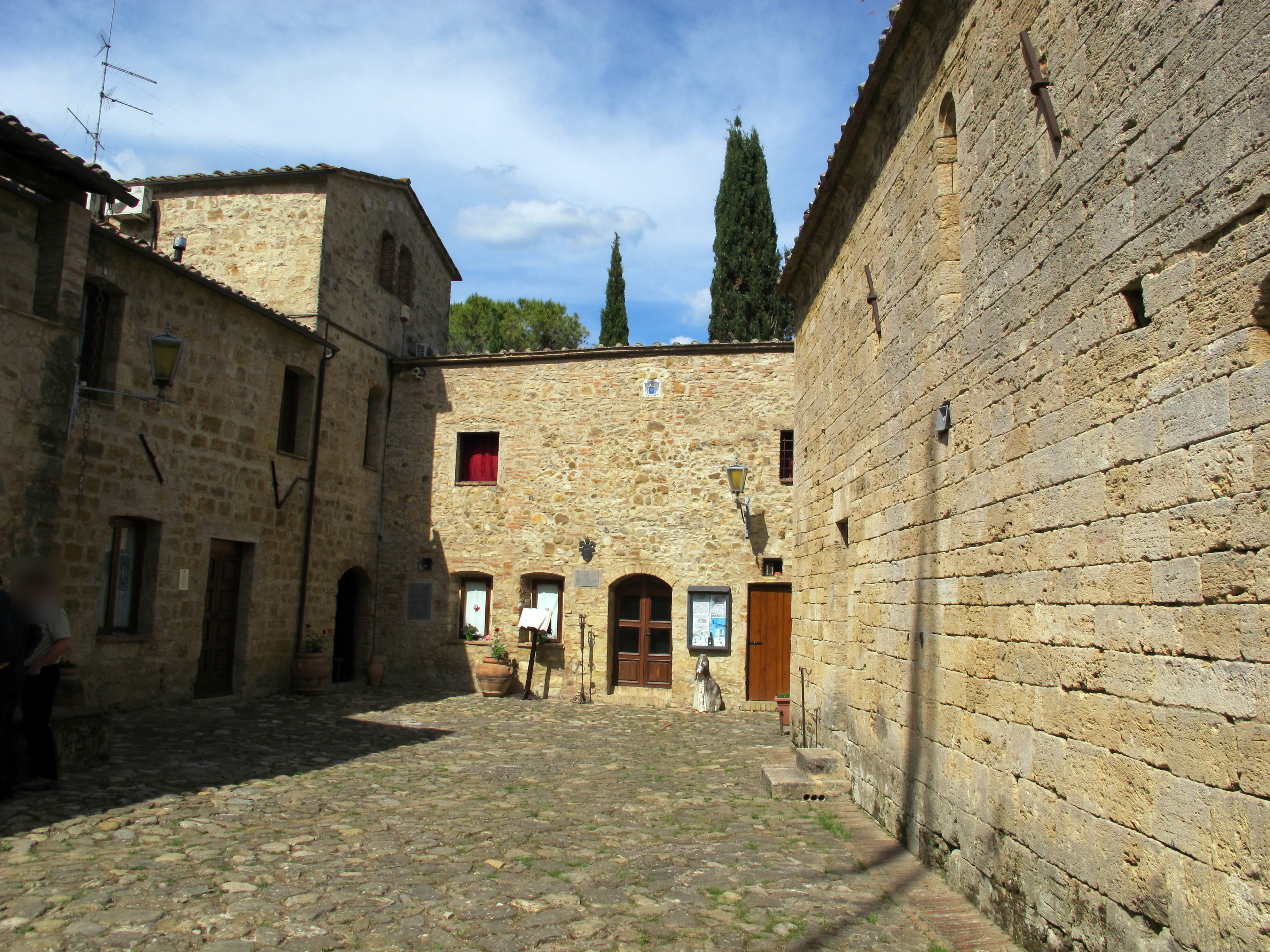
Der Innenhof

## Verweise